# ناو هواپیمابر آکویلا
آکویلا (به ایتالیایی: عقاب) یک کشتی با طول ۲۳۵٫۵ متر (۷۷۲ فوت ۸ اینچ) و اولین تجربه ایتالیا در زمینه ساخت ناوهای هواپیمابر در سال ۱۹۴۱ بود که با توجه به ادامه جنگ، حمله متفقین و شکست ایتالیا ساخت آن تکمیل نشد و ناتمام ماند.

## تاریخچه
هنگامی که ایتالیا در ۸ سپتامبر ۱۹۴۳ تسلیم متفقین شد، آکویلا به اتمام رسیده و اولین آزمایش استاتیک خود را پشت سر گذاشته بود. آلمان سپس کشتی را تصرف کرد و آن را تحت نظر نگه داشت. آکویلا پس از حمله هوایی متفقین به جنوآ، در ۱۶ ژوئن سال ۱۹۴۴ آسیب دید و در سال ۱۹۵۲ اوراق گردید.